# Конрад I Брненский
Конрад I Брненский (Конрад Ота; чеш. Konrád I. Brněnský; около 1036 — 6 июня 1092, Прага) — князь Брненский в 1054—1055 годах и 1061—1092 годах, князь Чехии в 1092 году из династии Пржемысловичей.

## Биография

### Правление
Конрад был третьим сыном князя Бржетислава I и его супруги Юдит фон Швейнфурт. Ещё при жизни отца, в 1054 году, он получил в удел Моравию, однако по восшествии на трон своего старшего брата, Спытигнева II, был вызван в Прагу и назначен управляющим княжеским двором.
После смерти Спытигнева и воцарения другого своего брата, Вратислава II, Конрад вновь получил во владение часть Моравии с Брно, а также Зноймо (в 1061 году). Управлял этими территориями в течение тридцати одного года, пользовался поддержкой местного дворянства, организовал несколько походов против Польши. В 1082 году воевал с австрийским маркграфом Леопольдом II.
После смерти брата — Оты Оломоуцкого — под властью Конрада оказалась вся Моравия. Это показалось Вратиславу слишком опасным, и он в 1090 году выступил в поход против Конрада. Спасли положение последнего лишь возникшие между Вратиславом II и его сыном Бржетиславом II разногласия. Посредником между братьями выступила жена Конрада, примирившая его с королём.
После смерти Вратислава князем Чехии становится Конрад, однако правит страной всего 8 месяцев. Оставил после себя сыновей Ольдржиха и Литольда, которые разделили его владения на Брненский и Зноемский уделы.

### Семья
Жена: Вирпирка (Хильдбурга). Существует несколько гипотез о её происхождении. Согласно одной гипотезе, она была дочерью маркграфа Каринтии и Истрии Ульриха I и Софии Венгерской. По другой гипотезе она была дочерью графа в Кимгау Зигхарда VII и Пилихильды. Дети:
- Ольдржих (умер 27 марта 1113), князь Брненский в 1092—1097 и 1101—1113 годах
- Литольд (умер 15 марта 1112), князь Зноемский с 1092 года.